# Umlauf (Schülerzeitung)
Der Umlauf ist eine mehrfach ausgezeichnete Schülerzeitung des Goethe-Gymnasiums Kassel.

## Geschichte
Die Zeitung wurde im Jahr 1978 von dem Kunst- und Sportlehrer Ulrich Eichler und fünf Schülern gegründet. Davor gab es am Goethe-Gymnasium Kassel bereits eine Schülerzeitung namens Die Pause, die 1975 aufgelöst wurde.
Bis Anfang 2010 sind 75 Ausgaben mit einer Auflage von 1000 Exemplaren erschienen. Bis 2015 waren es 81 Ausgaben.

## Auszeichnungen
- Auszeichnungen der Konrad-Adenauer-Stiftung und der Friedrich-Naumann-Stiftung.
- 1997/98: „Schülerzeitung des Jahres“, Wettbewerb des Spiegel
- 2015: „Beste Schülerzeitung Hessens“[4]